# Sant'Anna Arresi
Sant'Anna Arresi este o comună din provincia Sud Sardinia, regiunea Sardinia, Italia, cu o populație de 2.612 locuitori (1 ianuarie 2023) și o suprafață de 36,68 km².

## Demografie
Sant'Anna Arresi - evoluția demografică

|  | Graficele sunt indisponibile din cauza unor probleme tehnice. Mai multe informații se găsesc la Phabricator și la wiki-ul MediaWiki. |

Date: Recensăminte sau birourile de statistică - grafică realizată de Wikipedia